# Andrés Navarro (poeta)
Andrés Navarro (Valencia, 1973) es un poeta español en lengua española. Es licenciado en Arquitectura. Ha vivido en la Residencia de Estudiantes con una beca de creación artística. Ha codirigido, junto al poeta Rafael Espejo, el festival de poesía y música Tenemos la palabra. Su obra aparece en diversas antologías de poesía reciente.

## Poesía
- La fiebre, Valencia, Pre-Textos, 2005 (Premio de Poesía Emilio Prados).
- Un huésped panorámico, Barcelona, DVD Ediciones, 2010 (Premio de Poesía Ciudad de Burgos).
- Canino, Valencia, Pre-Textos, 2018.

## Prosa
- Cabeza envuelta en aire. Apuntes, Barcelona, Kriller 71, 2023.

## Traducción
- Photomaton. Nueva lírica portuguesa, Montevideo, Casa editorial HUM, 2011.
- Querido Señor Myself, de Edoardo Sanguineti. Barcelona, Kriller 71, 2022 (en colaboración con Fruela Fernández).
- Cuaderno de cuatro años, de Eugenio Montale. Córdoba, Editorial Cántico, 2023 (en colaboración con Fruela Fernández).

## Inclusión en volúmenes colectivos
- La Casa del Poeta, Colección La Noche Polar, Editorial La Bolsa de Pipas, 2007.
- Por dónde camina la poesía española. Revista Letra internacional. Número 98. Primavera de 2008. Fundación Pablo Iglesias, ISSN 0213-4721
- Deshabitados, Juan Carlos Abril. Colección Maillot Amarillo, Diputación de Granada, 2008.
- Poesía española del siglo XXI. Revista Monteagudo. Número 13. Editum: Ediciones de la Universidad de Murcia, 2008.
- Boris Vian. No me gustaría palmarla. Editorial Demipage, 2009.
- La inteligencia y el hacha (un panorama de la generación poética del 2000), Luis Antonio de Villena. Visor Libros, 2010.
- Malos tiempos para la épica, última poesía española (2001-2012), Luis Bagué Quílez y Alberto Santamaría. Visor Libros, 2013.
- Monográfico La poesía española en los albores del siglo XXI, ed. Itzíar López Guil y Juan Carlos Abril, Versants, nº 64:3, 2017.
- ¿Y si escribes un haiku?, Josep M. Rodríguez. La garúa, 2019.
- Luz a ti debida. Libro homenaje a Antonio Cabrera, ed. Ramón Pérez Montero, Valencia, Pre-Textos, 2019.
- Hablar de poesía. Reflexiones para el siglo XXI, ed. Luis García Montero y Juan Carlos Abril, Málaga, Centro Cultural Generación del 27, 2019.

## Obra gráfica
- Cartel de la película Arraianos, Eloy Enciso Cachafeiro, 2012.
- Cartel de la película Hotel Nueva Isla, Irene Gutiérrez, 2014.
- Cartel de la película El complejo de dinero (Der Geldkomplex), edición española, Juan Rodrigáñez, 2015.
- Cartel de la película El complejo de dinero (Der Geldkomplex), edición internacional, Juan Rodrigáñez, 2015.
- Cartel de la película Derechos del hombre, Juan Rodrigáñez, 2018.
- Cartel de la película Longa noite, Eloy Enciso Cachafeiro, 2019.